# Georg Schmidt (généalogiste)
Ne doit pas être confondu avec Georg Schmidt (football).
Pour les articles homonymes, voir Schmidt.
Georges Schmidt (né le 22 mars 1838 à Halle-sur-Saale et mort le 6 novembre 1920 dans la même ville) est un théologien et généalogiste allemand.

## Biographie
Georg Schmidt est le fils du Dr. Maximilian Friedrich Christian Schmidt et Célestine, née Constantin.
Il étudie à l'école pédagogique d'Halle et s'intéresse à l'histoire depuis sa jeunesse. Après avoir obtenu son diplôme d'études secondaires, il étudie la théologie et obtient son doctorat. En 1867, il devient aumônier. En 1868, il obtient son premier poste de pasteur à Vetschau. Il participe à la guerre franco-prussienne de 1870/71 comme prédicateur hospitalier à Pont-à-Mousson. En 1871, il devient archidiacre à Luckau et en 1875 curé à Filehne. Après cinq ans, il est transféré à Leuna en 1880. À partir de 1891, il sert comme pasteur à Sachsenburg. En 1903, il prend sa retraite et retourne à Halle, où il meurt également.
Il fait des recherches et publie depuis 1888 sur la noblesse des États allemands centraux et du Nord, principalement dans la province de Saxe et dans la marche de Brandebourg et est en contact avec de nombreuses familles nobles. En leur nom, il crée de nombreuses chroniques familiales qui présentent des histoires de familles bien fondées.
À la fin de sa vie, il est membre honoraire de la Société des sciences de Haute-Lusace, membre étranger de l'Académie des sciences d'utilité publique d'Erfurt, membre honoraire de l'Association Herold de Berlin, président de l'association historique saxonne-thuringeoise de Halle et membre de la Commission historique de Saxe et Anhalt.

## Publications
- Die Familie von dem Borne mit den namensverwandten Geschlechtern, Merseburg 1887 (Digitalisat); 1889 (Digitalisat)
- Die Familie von Zabeltitz, Zobeltitz (de), 1888
- Die Familie von Dechen, 1889
- Die Familie von Klitzing, Bd. 1, Charlottenburg 1891
- Geschichte der Familie von Wuthenow (de), mit Wappen-, Stamm- und Ahnentafeln, Groß Paschleben 1893
- Burgscheidungen, als Manuskript gedruckt 1894, Neuauflage von Max Niemeyer, Halle 1900
- Stammtafeln der Familie von Wulffen, erb- und schloßgesessen im Erzstift Magdeburg, Domstift Brandenburg und in den angrenzenden Landen, Halle 1896
- Die Familie der Grafen von Hohenthal, 1896
- Schönhausen und die Familie von Bismarck, 1897
- Die Familie von Manteuffel- Freiherr Sächsisch-Niederlausitzer Linie, Berlin 1905
- Die Familie Zimmermann (v. Zimmermann) / 1. Abteilung. Urkundliche Nachrichten für die Geschichte und den Stammbaum des Geschlechts, 1905. DNB
- Die Familie von Manteuffel- Freiherrlich-Kurländische Linie, Berlin 1909
- Die Familie von Manteuffel- Stamm Polzin und Arnhausen des pommerschen Geschlechts, Berlin 1915
- Die Familie von Manteuffel- Stamm Poplow des pommerschen Geschlechts, Berlin 1913
- Das Geschlecht von Bismarck, Berlin 1908 Digitalisat
- Das Geschlecht von der Schulenburg, Bd.I–III, Beetzendorf 1897–1908
- Ahnentafel von Veltheim (de), in: Deutscher Herold 45 (1914)
- Das Geschlecht von Veltheim, 2 Bde., Halle 1912
- Das Geschlecht derer von Barfuß, Freienwalde 1912
- Destedt, Halle 1916
- Das Geschlecht Wentzel (v. Wentzel). Buchdruck des Waisenhauses, Halle (Saale) 1916. DNB
- Genealogische Collectaneen, 4 Teile erschienen in: Vierteljahrsschrift für Heraldik, Sphragistik und Genealogie, 1887, 1889, 1890, 1893
- Stammbuchblätter deutscher Edelleute, in: Vierteljahrsschrift für Wappen-, Siegel- und Familienkunde 1906 und 1907, 34. und 35. Jahrgang, separat erschienen Berlin 1907